# 泰基爾達

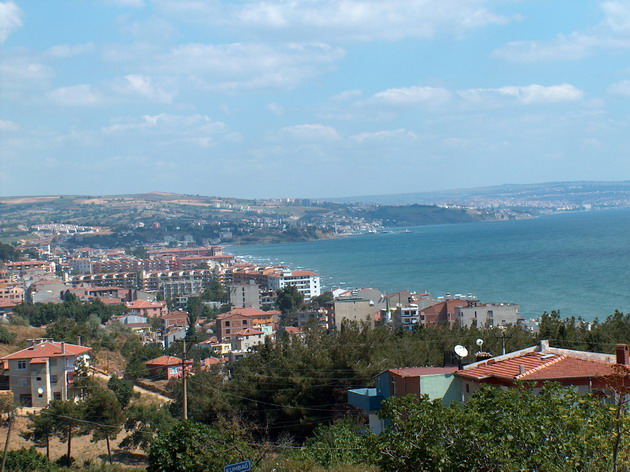
泰基爾達

泰基爾達（土耳其語：Tekirdağ，希腊语称赖塞斯托斯 Ραιδεστός）是土耳其的城市，也是泰基爾達省的首府，位於該國西北部， 欧洲大陆东南部巴尔干半岛的色雷斯地区，马尔马拉海北岸，海拔高度10米，受副熱帶濕潤氣候影響，夏季炎热潮湿，冬季凉爽潮湿，每年平均降雨量579毫米，2009年人口140,535。2019年人口204,001。泰基尔达设有希腊和保加利亚两国的名誉领事馆。
泰基爾達意为“泰克福尔之山”，泰克福尔是塞尔柱晚期和奥斯曼帝国早期使用的头衔，用于指代小亚细亚和色雷斯的独立或半独立的小基督教统治者或地方拜占庭总督。

## 景点
- 泰基尔达考古和民族志博物馆
- 纳米克·凯末尔故居博物馆
- 拉科齐博物馆
- 阿塔图尔克雕像，与真人大小完全一样
- 库特曼葡萄酒博物馆

## 外部連結
- City Website （页面存档备份，存于）
- Tekirdağ photo gallery （页面存档备份，存于）

40°59′N 27°31′E / 40.983°N 27.517°E